# Mats Waltin
Mats Stefan Waltin (Stoccolma, 7 ottobre 1953) è un ex hockeista su ghiaccio, allenatore di hockey su ghiaccio e dirigente sportivo svedese.

## Palmarès

### Olimpiadi invernali
- 2 medaglie:
  - 2 bronzi (Lake Placid 1980; Sarajevo 1984)

### Mondiali
- 5 medaglie:
  - 2 argenti (Austria 1977; Svezia 1981)
  - 3 bronzi (Germania Ovest 1975; Polonia 1976; Unione Sovietica 1979)